# Calathea makoyana
Calathea makoyana es una especie de la familia de las Marantaceae originaria de Brasil.

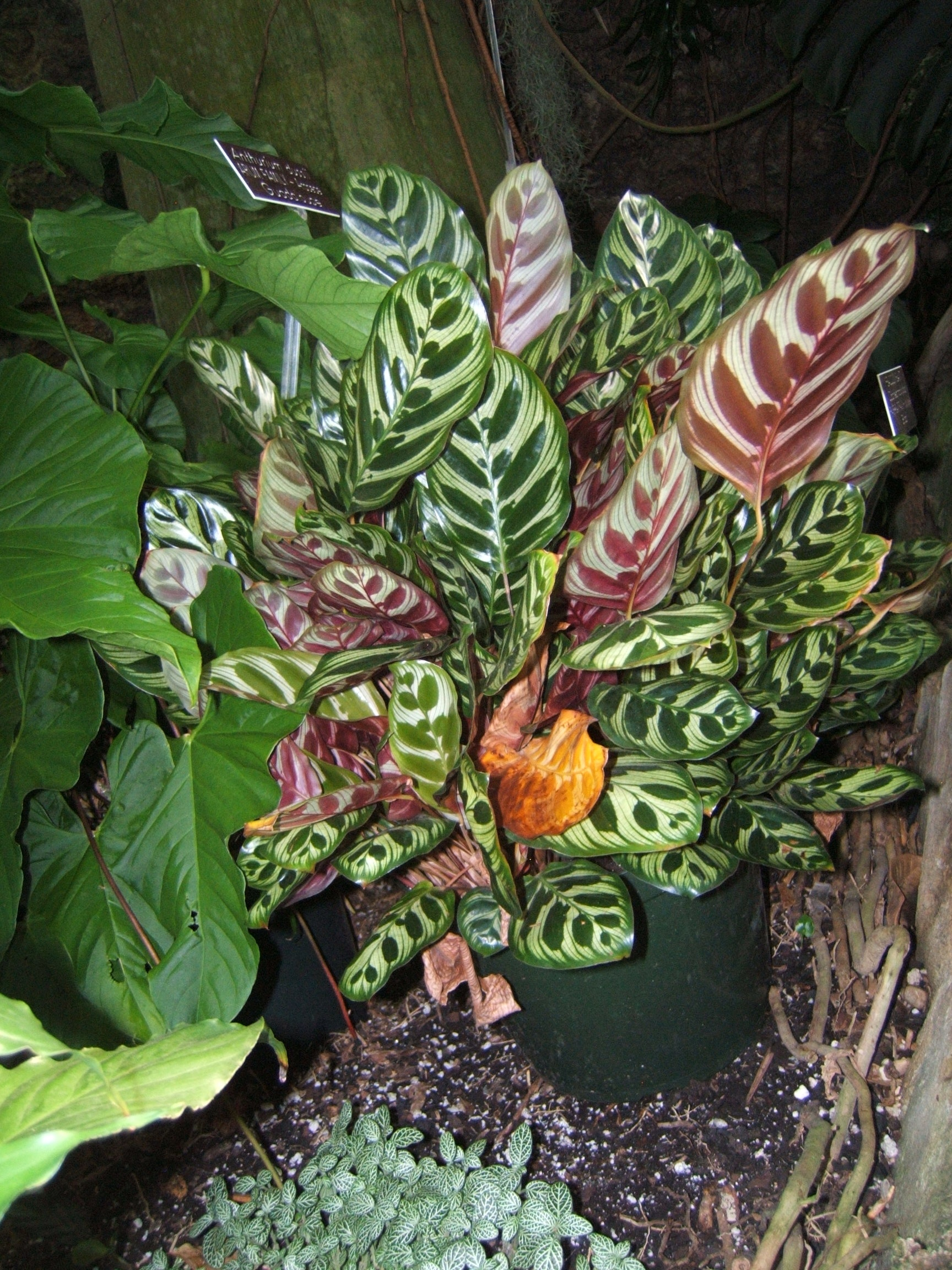
Vista de la planta

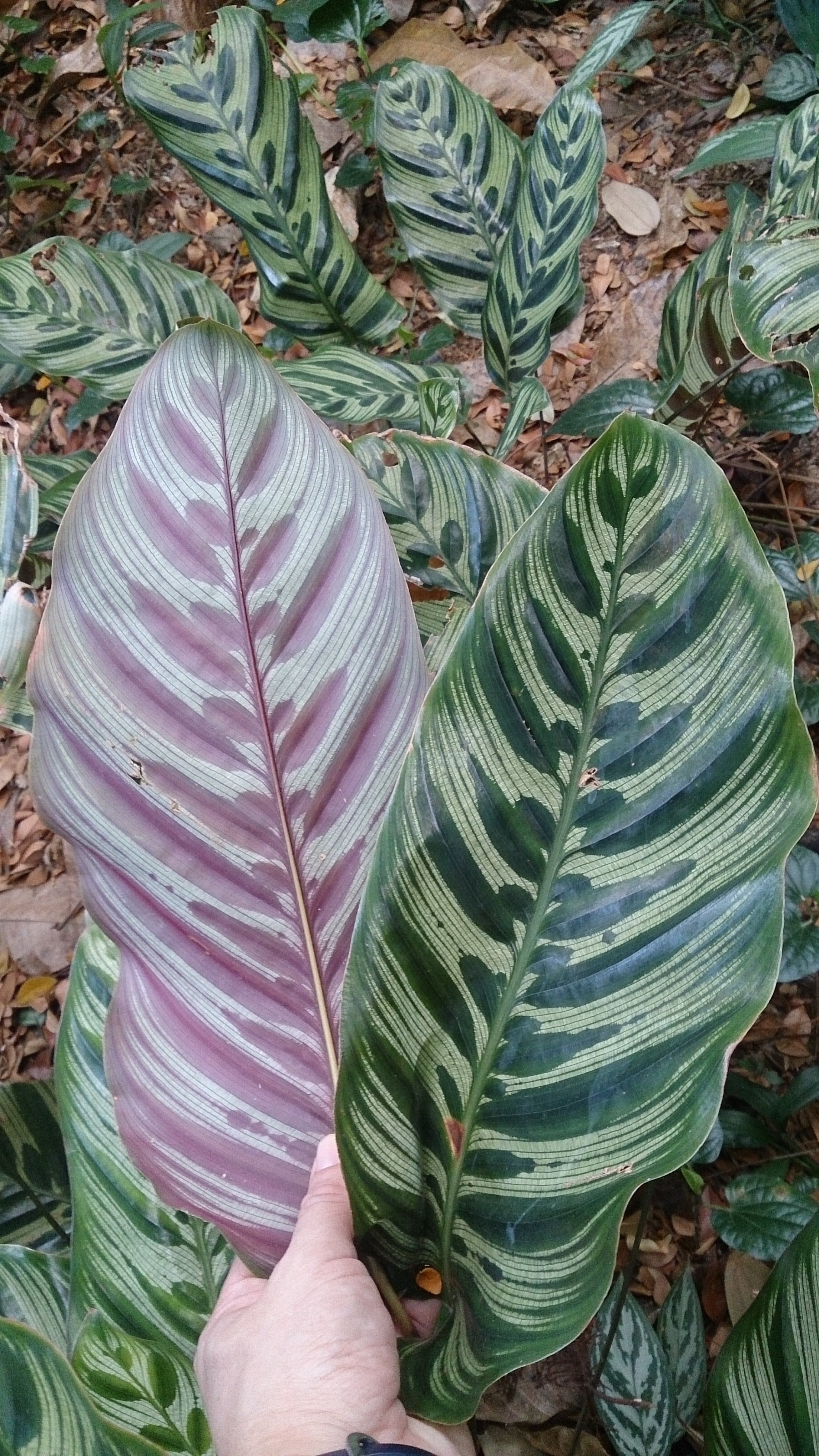
Hojas

## Descripción
Calathea makoyana es una planta de hoja perenne que alcanza un tamaño de hasta 45 cm de altura, con hojas redondas de un color verde pálido, las superficies superiores marcadas con manchas de color verde oscuro a lo largo de las venas y las superficies inferiores de color morado oscuro. Requiere una temperatura mínima de 16 °C y en áreas templadas a menudo se cultiva como planta de interior.
Ha ganado el premio Award of Garden Merit de la Royal Horticultural Society.

## Cultivo
Necesita fuerte humedad y temperatura de 22 a 24 °C.
Utilizada de forma ornamental debe usarse sustrato de mantillo basto de hojas, turba y arena. Se agrega abono líquido cada 15 días. Necesitan sombra o semisombra y no regar con agua fría.
En ambiente seco es frecuente el ataque de la arañuela roja (un ácaro) que reseca la punta de las hojas.

## Taxonomía
Calathea makoyana fue descrita por Charles Jacques Édouard Morren y publicado en La Belgique Horticole 22: 321. 1872.
Sinonimia
- Calathea olivaris (H.J.Veitch) G.Nicholson
- Maranta iconifera W.Bull.
- Maranta makoyana (E.Morren) E.Morren
- Maranta olivaris H.J.Veitch
- Phyllodes mackoyana (E.Morren) Kuntze[5]